# Comité national central (Tchetniks)
Le Comité national central du royaume de Yougoslavie, également connu sous son abréviation yougoslave CNK (serbo-croate : Централни национални комитет Краљевине Југославије), était un organe consultatif de l'armée yougoslave dans la patrie (communément appelé les Tchetniks) créé pendant la Seconde Guerre mondiale en août 1941 par le groupe des représentants politiques de tous les partis d'opposition d'avant-guerre.